# Erich Cohn-Bendit
Erich Cohn-Bendit (* 26. November 1902 in Berlin als Erich Cohn; † 14. August 1959 in Frankfurt am Main) war ein deutscher Rechtsanwalt.

## Leben
Erich Cohn entstammte einer wohlhabenden Berliner Kaufmannsfamilie; der Vater Alex Cohn betrieb einen Textilhandel. Erich Cohn war jüdischer Herkunft, bekannte sich aber zum Atheismus. Nach dem Abitur studierte er ab 1921 Kunstgeschichte, Germanistik und Rechtswissenschaften und wurde zum Dr. jur. promoviert.
Als Rechtsanwalt eröffnete er in Berlin-Friedrichstadt eine Kanzlei, zugelassen für die Landgerichte Berlin I–III und das Amtsgericht Schöneberg. Mit der Selbständigkeit nahm er den Mädchennamen „Bendit“ seiner Mutter an. 1932 war er einer der Strafverteidiger im sogenannten Felseneckprozess. Neben Hans Litten gehörte er zu den wichtigsten Unterstützern der KPD-nahen Hilfsorganisation Rote Hilfe Deutschlands (RHD). Er lehnte den als totalitär beurteilten Stalinismus ab und war ein Anhänger Trotzkis.
Nach der „Machtergreifung“ der Nationalsozialisten erhielt er im April 1933 wegen angeblicher „kommunistischer Betätigung“ Berufsverbot; er stand auf einer Verfolgungsliste mit anderen unliebsamen Juristen wie Alfred Apfel, Ludwig Bendix und Hilde Benjamin. Später wurde er von den Nationalsozialisten aus Deutschland zwangsausgebürgert.
Noch im Jahr 1933 emigrierte er wegen der drohenden Verhaftung durch die Gestapo nach Frankreich; seine Lebensgefährtin Herta David (1907–1963; später Herta Cohn-Bendit), eine Jura-Studentin, folgte ihm wenig später, und sie heirateten 1934 im Exil. Seine Eltern flohen 1939 nach Paris und die Schwester ging nach Kenia. Als feindlicher Ausländer wurde Cohn-Bendit zunächst interniert und arbeitete dann als Handelsvertreter. In Paris lebte er staatenlos mit falschen Papieren als Katholik und gehörte mit seiner Frau zum engen Freundeskreis von Hannah Arendt. Diese Freundschaft pflegte er bis in die 1950er Jahre. In der französischen Hauptstadt verkehrte er in den 1930er Jahren mit anderen linken Intellektuellen wie Walter Benjamin, Carl Heidenreich, Fritz Fränkel, Chanan Klenbort und Heinrich Blücher. Außerdem war er in der 1938 gegründeten trotzkistischen Vierten Internationale aktiv. Nach der deutschen Besetzung Nordfrankreichs 1940 lebte er im südwestfranzösischen Montauban unter dem Vichy-Regime. Dort arbeitete er als Tagelöhner; seine Frau ernährte weitgehend die Familie durch Handarbeit. Aufgrund seiner deprimierenden Situation verfiel er zeitweilig dem Alkohol.
1952 kehrte er nach Deutschland zurück und eröffnete eine Kanzlei in der Freiherr-vom-Stein-Straße 48 im Frankfurter Westend. Er selber wohnte zur Untermiete bei der Sängerin Nanny Becker, die er 1954 in einem Wiedergutmachungsverfahren anwaltlich vertreten hatte. Herta Cohn-Bendit und sein jüngerer Sohn Daniel Cohn-Bendit, der spätere Protagonist des Pariser Mai 1968, folgten ihm 1958. Auch in Frankfurt stand er im Kontakt mit Vertretern der Frankfurter Schule wie Max Horkheimer und Theodor W. Adorno sowie mit Bertolt Brecht und Helene Weigel. Zu seinen Mandanten gehörte unter anderem Bruno Bettelheim. Außerdem beschäftigte er sich in einer Publikation von Hendrik van Dam, dem Generalsekretär des Zentralrats der Juden in Deutschland, kritisch mit dem Bundesentschädigungsgesetz (BEG). In seinen letzten Lebensjahren wohnte er in der Privatwohnung einer ehemaligen Mandantin in Frankfurt. Obwohl Herta Cohn-Bendit und Erich Cohn-Bendit kein Paar mehr waren, pflegte Herta Cohn-Bendit während seiner Krebserkrankung bis zu seinem Tod 1959.
Ein weiterer Sohn war der Pädagoge Gabriel Cohn-Bendit (1936–2021).

## Veröffentlichung
- Plädoyer für Litten. In: Die Weltbühne. 30. August 1932, S. 314–317.